# Liste des choix de repêchages des Cougars de Chicago
Cette liste contient tous les joueurs de hockey sur glace ayant été repêchés par les Cougars de Chicago, franchise de l'Association mondiale de hockey. Les joueurs listés ci-dessus n'ont pas obligatoirement joué un match sous le maillot de l'équipe.
Elle regroupe les joueurs du Repêchage de 1973 et du Repêchage de 1974 organisé par l'AMH. Les joueurs sont classés par année de repêchage. Les deux premières colonnes donnent le rang et le tour duquel le joueur a été repêché suivis de son nom, de sa nationalité et de sa position de jeu.

## Les repêchages amateurs

### 1973
| No  | Tour | Nom                  | Nationalité | Position      |
| --- | ---- | -------------------- | ----------- | ------------- |
| 1er | 1er  | Bob Neely            | Canada      | Défenseur     |
| 15  | 2e   | Larry Goodenough     | Canada      | Défenseur     |
| 27  | 3e   | François Rochon      | Canada      | Ailier gauche |
| 40  | 4e   | Terry Ewasiuk        | Canada      | Ailier gauche |
| 66  | 6e   | Kevin Smith          | Canada      | Défenseur     |
| 79  | 7e   | Dennis Desgagnés     | Canada      | Centre        |
| 92  | 8e   | Jean-Pierre Burgoyne | Canada      | Défenseur     |
| 103 | 9e   | Gordon Halliday      | Canada      | Ailier droit  |
| 114 | 10e  | Mike Haramis         | Canada      | Ailier droit  |

### 1974
| No  | Tour | Nom             | Nationalité | Position       |
| --- | ---- | --------------- | ----------- | -------------- |
| 10  | 1er  | Gary MacGregor  | Canada      | Centre         |
| 25  | 2e   | Tim Burke       | États-Unis  | Défenseur      |
| 33  | 3e   | Mark Lomenda    | Canada      | Ailier droit   |
| 39  | 3e   | Garry Lariviere | Canada      | Défenseur      |
| 55  | 4e   | Paul Evans      | Canada      | Centre         |
| 69  | 5e   | Scott Jessee    | États-Unis  | Ailier droit   |
| 84  | 6e   | Emile DeMoissac | Canada      | Ailier gauche  |
| 99  | 7e   | John Shewchuk   | États-Unis  | Centre         |
| 114 | 8e   | Mark Trivett    | Canada      | Centre         |
| 129 | 9e   | Bob Chase       | Canada      | Ailier droit   |
| 142 | 10e  | Darrell Traer   | Canada      | Centre         |
| 185 | 11e  | Jim Murray      | États-Unis  | Gardien de but |
| 198 | 12e  | Michel Dubois   | Canada      | Défenseur      |
| 209 | 13e  | Reggie Lemelin  | Canada      | Gardien de but |
| 8   | S    | Paul McIntosh   | Canada      | Défenseur      |